# Ka-226 (航空機)
Ka-226
モスクワ民警のKa-226。2008年撮影
- 用途：小型多用途ヘリコプター
- 製造者：カモフ
- 運用者

  -  ロシア(ロシア空軍)
  -  シリア(シリア空軍)
- 初飛行：1997年9月4日
- 生産数：269 [1]
- 生産開始：1996年
- 運用開始：2002年
- 運用状況：現役

カモフ Ka-226「セルゲイ（"Sergei"）」は、ロシアの小型双発多用途ヘリコプターである。本機の特徴は、通常の客室にだけではなく様々な設備や機器が利用できるようにした交換可能なミッション・ポッドである。Ka-226は2002年に運用に入った。
Ka-226はカモフ Ka-26、Ka-126と同系統のため、この3機種は「フードラム（Hoodlum）」という同一のNATOコードネームを持っているがカモフ自身のKa-226の名称はセルゲイである。

## 開発
成功作であるカモフ Ka-26のターボシャフト エンジン搭載型であるKa-226は最初1990年に発表された。元々はロシア非常事態省の要求に応じて開発され、1997年9月4日に初飛行した。2003年10月31日にロシアの輸送カテゴリーAP-29 'A' と 'B' の認証を取得し、ウクライナ、ザポロージエ州の"Motor Sich"社で生産に入った。

## 設計
設計は実績のあるKa-26を洗練して交換可能なミッション・ポッドを備えたものであり、新しいローターと視界を拡大した機首に新たに設計された客室を持っていた。Ka-226は大部分が複合材で出来ており、新しいトランスミッションも備えていた。
Ka-226はカモフのトレードマークである先進的な設計の二重反転式ローターを備え、これにより高い運動性を確保しテールローターを不要としている。

## 派生型
ロシア非常事態省向けに捜索救難、航空救命（medivac）、災害救助、パトロール用のモデルが、ロシア政府向けには救命搬送（Air ambulance）、警察、消防用が開発された。
- Ka-226A : 多用途ヘリコプター
- Ka-226-50 : 当初は「改良型」とされていたが、現在では全ての標準モデルに適用されている。
- Ka-226AG : ガスプロム社向けの特殊モデル。
- Ka-226T : ロールスロイス・アリソン 250に代えてより強力な670 shp のチュルボメカ アリウス 2G2を搭載し巡航高度が7000m付近まで上がり高高度と高温下での性能が向上した[2]。
- Ka-226U : 複式操縦装置を備えた練習機モデル。

## 運用
- ロシア
  - 国境警備を担当するロシア連邦保安庁が2機のKa-226を受領し、更にチュルボメカ アリウス 2G2を搭載した派生モデル(Ka-226T)を購入することを検討中[3]。
  - モスクワ警察が2機のKa-226を受領[3]。
  - ロシアのガス会社 ガスプロム（世界最大の天然ガス採取会社）が数機のKa-226AG（AGは「Gazprom company」の意）を運用。標準モデルのKa-226との違いは異なる電子装備を装備[4]。最初の納入分の14機が2007年中に引き渡し予定だった[3]。
- ヨルダン
  - 総額2,500万ドルでヨルダンとヨルダン空軍向けに6機のKa-226を納入する契約を締結。これらの機体の組み立ての1部はヨルダンにあるロシア＝ヨルダン オボロンプロム社の中東組み立て工場で行われる。この取引は、それまで西側の回転翼機しか購入してこなかったヨルダンへの売り込みに成功したことでロシアのヘリコプター製造業者にとって画期的な出来事だった[5]。
- ウクライナ
  - 非常事態省が導入予定の機体が、2008年8月にロシアのクミルターウで公開された。
- インド
  - 2016年10月15日、インドを訪問していたロシアのプーチン大統領がモディ首相と会談し、200機以上のKa-226Tをインドで生産することに合意した[6]。

## 性能・主要諸元
（Ka-226A）
- 乗員：1名
- 乗客：9名

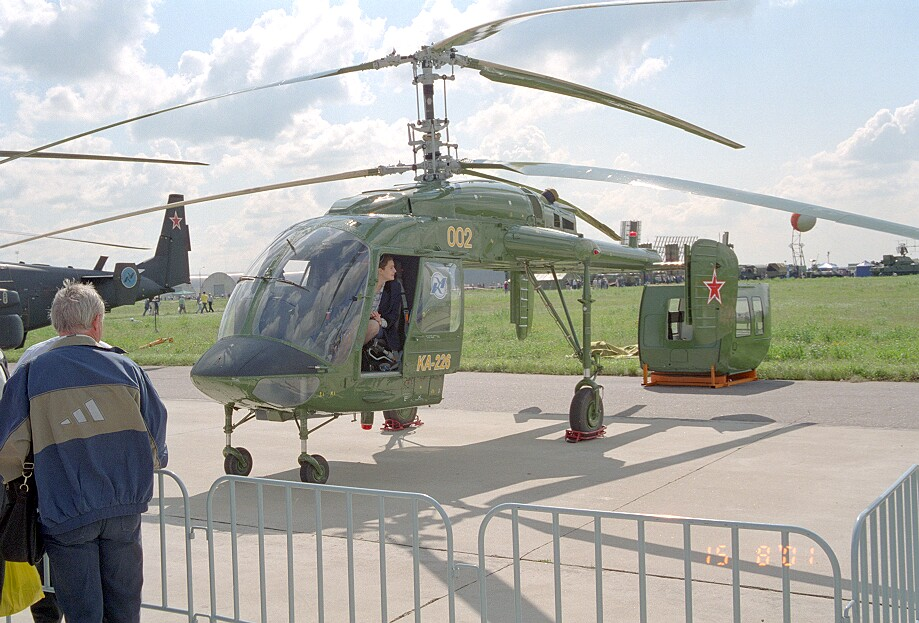
ミッション・ポッドを外したKa-226

- 有効積載量：1,400kg（内部）、1,500kg（外部吊下）
- 全長：8.1 m (25 ft 7 in)
- 全高：4.15 m (13 ft 7 in)
- 主回転翼直径：2 × 13 m (42 ft 8 in)
- 全備重量：3,400 kg (7,496 lb)
- 発動機:2 × ロールスロイス・アリソン 250-C20R (SR) ターボシャフト エンジン、335 kW (450 hp)
- 超過禁止速度：205 km/h (127 mph)
- 巡航速度：195 km/h (121 mph)
- 航続距離：965 km (600 miles)
- 巡航高度：6,200 m (20,300 ft)
- ホバリング上昇限度：2,500 m (8,200 ft)